# Mycetophila laninae
Mycetophila laninae är en tvåvingeart som beskrevs av Duret 1992. Mycetophila laninae ingår i släktet Mycetophila och familjen svampmyggor. Inga underarter finns listade i Catalogue of Life.